# Heinz Oberhummer
Heinz Oberhummer (19 de maio de 1941 - 24 de novembro de 2015) foi um físico austríaco e cético.

## Biografia
Nasceu em Bischofshofen, e cresceu em Obertauern, no estado de Salzburg. Aos 14 anos, foi convidado a ir para a Califórnia. Chegou de barco em Nova Iorque e, finalmente, o menino de 14 anos pegou carona de Nova Iorque a São Francisco.Estude:
Ele estudou física e matemática nas Universidades de Graz e Munique. Depois de terminar os estudos, ele se tornou um assistente universitário na Universidade Técnica de Viena e, mais tarde, em 1980, tornou-se professor universitário na mesma universidade.